# Sciaenochromis psammophilus
Espèce
Synonymes
- Sciaenochromis ahli (non Trewavas, 1935)

Statut de conservation UICN

 LC  : Préoccupation mineure
Sciaenochromis psammophilus est une espèce de poisson d'eau douce de la famille des cichlidae endémique du lac Malawi en Afrique. Ce cichlidae se rencontre entre 5 et 30 m de profondeur.

## Taille
Cette espèce mesure adulte une taille maximale avoisinant les 11,6 cm, parfois un peu plus en aquarium pour les plus vieux spécimens.